# Pilotrichella trichophoroides
Pilotrichella trichophoroides là một loài Rêu trong họ Meteoriaceae. Loài này được (Hampe ex Müll. Hal.) A. Jaeger mô tả khoa học đầu tiên năm 1877.